# الأمهات في الحرب (فلم)
الأمهات في الحرب (بالإنجليزية: Moms at War) هو فيلم درامي كوميدي نيجيري صدرَ عام 2018 من إخراج أوموني أوبولي ومن بطولة فونكي أكينديلي وميشيل ديدي. أُصدر الفيلم لأول مرةٍ في السابع عشر من آب/أغسطس 2018، وبدأ في نفس الشهر عرضهُ في دور السينما في لاغوس وفي باقي نيجيريا.

## القصّة
يروي الفيلمُ قصّة والدتينِ تتنافسانِ فيما بينهما لضمان نجاح أطفالهما على عددٍ من الأصعدة والمستويات بما في ذلك الصعيد الدراسي. تقول أوموني أوبولي إن تجاربها الخاصّة في طفولتها قد ألهمتها لإخراج هذا الفيلم ولعب دور البطوبة فيه.